# Бързи и яростни 5: Удар в Рио
„Бързи и яростни 5: Удар в Рио“ (на английски: Fast Five) е американски екшън филм от 2011 г. на режисьора Джъстин Лин и сценариста Крис Морган. Това е петият филм от поредицата „Бързи и яростни“.

## Актьорски състав
| Актьор            | Роля           |
| ----------------- | -------------- |
| Вин Дизел         | Доминик Торето |
| Пол Уокър         | Брайън О'Конър |
| Джордана Брустър  | Мия Торето     |
| Мишел Родригес    | Лети           |
| Дуейн Джонсън     | Люк Хобс       |
| Тайриз Гибсън     | Роман Пиърс    |
| Лудакрис          | Тедж Паркър    |
| Мат Шулц          | Винс           |
| Гал Гадот         | Жизел Яшар     |
| Сунг Канг         | Хан Сеул       |
| Елза Патаки       | Елена Невес    |
| Жоаким Де Алмейда | Ернан Рейес    |
| Майкъл Ърби       | Сузи           |
| Тего Калдерон     | Лео Тего       |
| Дон Омар          | Рико Сантос    |

## Награди и номинации
| Награда | Категория                             | Номиниран(и)                          | Резултат  |
| ------- | ------------------------------------- | ------------------------------------- | --------- |
| Сатурн  | Най-добър екшън или приключенски филм | Най-добър екшън или приключенски филм | номинация |
| Сатурн  | Най-добър монтаж                      | Най-добър монтаж                      | номинация |

## Български дублаж
| Преводач            | Ирина Ценкова                                                                        |
| Режисьор на дублажа | Димитър Кръстев                                                                      |
| Тонрежисьор         | Цветомир Цветков                                                                     |
| Озвучаващи артисти  | Ани Василева Даниела Йорданова Васил Бинев Христо Узунов Силви Стоицов Симеон Владов |

| Озвучаващи артисти  | Ани Василева Лина Шишкова Георги Георгиев-Гого Христо Узунов Станислав Димитров |
| Преводач            | Вилма Карталска                                                                 |
| Тонрежисьор         | Стамен Янев                                                                     |
| Режисьор на дублажа | Михаела Минева                                                                  |